# Agrionympha capensis
Agrionympha capensis är en fjärilsart som beskrevs av Paul E. Whalley 1978. Agrionympha capensis ingår i släktet Agrionympha och familjen käkmalar. Inga underarter finns listade i Catalogue of Life.